# Bucharesktskaja (metropolitana di San Pietroburgo)
Bucharesktskaja (in russo:Бухарестская) è una stazione della Linea Frunzensko-Primorskaya, la Linea 5 della Metropolitana di San Pietroburgo. È stata inaugurata il 28 dicembre 2012.